# Tövis (DC Comics)
Tövis, eredeti névén Rose Forrest egy kitalált szereplő, szuperhős a DC Comics képregényeiben. A szereplőt Robert Kanigher és Ross Andru alkotta meg. Első megjelenése a Superman’s Girl Friend, Lois Lane 105. számában volt, 1970 októberében.
Rose Forrest édesapját, egy metropolisi rendőrtisztet a Százak nevű bűnbanda meggyilkolta. A megrázkódtatás hatására felszínre tört Rose második személyisége aki éjszakánként, amíg Rose aludt, átvette a teste feletti irányítást és üldözni kezdte a Százakat.